# Туфа Угу
Туфа Угу (кит.: 禿髮烏孤; піньїнь: Tufa Wugu; помер 399) — засновник і перший правитель Південної Лян періоду Шістнадцяти держав.

## Життєпис
Первинно був васалом Пізньої Лян. 397 року проголосив незалежність своєї держави. Правив лише впродовж двох років. Помер 399 від травм, яких зазнав упавши з коня. По смерті Туфа Угу трон успадкував його брат Туфа Лілугу.

## Девіз правління
- Тайчу (太初) 397–400